# Philippe Buache
Philippe Buache de la Neuville (La Neuville-au-Pont, 7 de Fevereiro de 1700 — Paris, 27 de Janeiro de 1773) foi um geógrafo francês.

## Biografia
Formou-se sob a orientação do geógrafo Guillaume Delisle, de quem desposou a filha. Foi nomeado Geógrafo Real em 1729. Foi eleito para a Academia Francesa das Ciências no ano seguinte (1730).
Estabeleceu a divisão do globo em bacias de rios e de mares, subordinados uns aos outros. Ele acreditava na existência de um continente austral, opinião que as descobertas posteriores confirmaram em certa medida.

## Obra
- "Considerations geographiques et physiques sur les decouvertes nouvelles dans la grande mer" (Paris, 1754), que contém uma carta da costa ocidental da América do Norte,
- "Le parallele des fleuves des quatre parties du monde pour servir h determiner la hauteur des montagnes" (1757);
- Memoire sur la traversde de la met glaciale arctique", que contém as suas hipóteses sobre a existência de uma península do Alasca (1759); e
- "Considerations geographiques sur les terres australes et antarctiques" (1761).